# Croix de l'Étang
La Croix de l'Étang, est une croix de chemin situé au bord de la D 166, au sud du bourg de la commune de Caro dans le Morbihan.

## Historique
La croix fait l’objet d’une inscription au titre des monuments historiques depuis le 13 mai 1937.

## Architecture
Sur le côté Est, un ecclésiastique est gravé.